# Canal del Roure (Gósol)
La Canal del Roure és un torrent afluent per la dreta de l'Aigua de Valls que transcorre íntegrament pel terme municipal de Gósol, al Berguedà.

## Xarxa hidrogràfica
La xarxa hidrogràfica de la Canal del Roure està constituïda per dos cursos fluvials.
La totalitat de la xarxa suma una longitud de 1.723 m.